# 卢瑞华
卢瑞华（1938年11月—2025年5月13日 ），广东潮安人，中华人民共和国政治人物。中山大学物理系分子光谱专业毕业。中共十四屆候補中央委員、十五屆中央委員。

## 生平
1966年参加工作，1972年6月加入中国共产党。曾在佛山市分析仪器厂担任工人、技术股长、工程师、厂革委会副主任、副厂长、厂长。1985年3月起任中共佛山市委副书记、佛山市人民政府市长。1991年起任中共广东省委常委、广东省人民政府副省长。1996年2月起任中共广东省委副书记、广东省人民政府省长。2003年3月當選為第十屆全國人民代表大會常務委員會委員、十屆全國人大華僑委員會副主任委員。同年5月，担任中山大学担任博士生导师和管理学院名誉院长
2025年5月13日16时18分在广州逝世，享年88岁。。

## 官方简历
- 新华网（页面存档备份，存于）

| 中華人民共和國政府职务 | 中華人民共和國政府职务                  | 中華人民共和國政府职务 |
| ---------------------- | --------------------------------------- | ---------------------- |
| 前任： 朱森林          | 广东省人民政府省長 1996年2月－2003年1月 | 繼任： 黃華華          |
| 前任： 于飞            | 佛山市人民政府市长 1985年4月－1991年8月 | 繼任： 钟光超          |